# New Romney
New Romney – miasto w Anglii, w hrabstwie Kent, w dystrykcie Folkestone and Hythe. Leży 43 km na południowy wschód od miasta Maidstone i 95 km na południowy wschód od centrum Londynu. W 2001 miasto liczyło 6953 mieszkańców.